# Atalanta e Ippomene
L'Atalanta e Ippomene è un soggetto dipinto da Guido Reni noto in almeno due redazioni entrambe oli su tela, una (193×272 cm, che aumentano a 206×279 cm se si considerano gli allungamenti nel margine sinistro e inferiore con pezzi di tela aggiunti successivamente alla morte del Reni) databile tra il 1618 e il 1619 e conservata nel Museo del Prado a Madrid, un'altra (192×264 cm) che parte della critica data tra il 1615-1618 mentre un'altra più consistente tra il 1620-1625 e custodita nel Museo di Capodimonte a Napoli.
Non si dispongono di informazioni puntuali circa le vicende che hanno portato alla committenza delle due tele, né si conoscono le circostanze in cui queste siano avvenute e quali siano stati i contatti con Guido Reni. Ad ogni modo la critica ritiene quasi all'unanimità la tela oggi a Madrid quale prototipo del maestro bolognese, da cui poi si sono succedute diverse repliche autografe, tra cui quella di Napoli.
Secondo un'altra parte della critica, invece, la versione napoletana rappresenterebbe l'idea originaria del pittore bolognese, risalente ai primi anni romani dell'artista, da anteporre cronologicamente di qualche anno a quella spagnola in virtù di uno stile "ancora" caravaggesco della tela.

## Storia

### La versione di Madrid
La tela di Madrid proviene dalla collezione del marchese genovese Giovan Francesco Serra (Genova, 1609 - Majorca, 1656), militare al servizio della corona di Spagna cresciuto con suo zio in terra iberica, un ambasciatore di Genova in Spagna, molto attivo sia a Napoli che nel ducato di Milano, in quest'ultima città dove allestì in una sua villa la sua quadreria d'arte. Tuttavia non si sa se il Serra sia stato il reale committente o se abbia acquistato l'opera da qualche altro mecenate, né tanto meno in che occasione sia entrato in contatto col Reni.
Alla morte del marchese la sua collezione (composta da circa quaranta dipinti) fu portata a Napoli, città nella quale si stabilirono i figli, che intanto videro il loro titolo elevato a duchi di Serra di Cassano da Carlo II, e quindi messa all'asta dagli stessi nel 1664. Furono diciotto le tele che vennero acquistate dal viceré di Napoli Gaspar Bracamonte y Guzmán (dal 1658 al 1664), conte di Peñaranda, il quale funse da intermediario per il trasferimento successivo entro le raccolte di re Filippo IV di Spagna, per il quale il marchese Serra era al servizio con importanti cariche militari in Italia.
Nell'inventario lasciato al re spagnolo, che da lì a breve sarebbe morto anch'egli, erano registrate due tele di Guido Reni, un'Atalanta e Ippomene e un Cristo con la croce sulle spalle, oggi alla Real Academia de Bellas Artes de San Fernando a Madrid. Ritenuta già sin dal Seicento opera autografa, nel corso del Settecento la tela fu "declassata" a opera di bottega e quindi passò da museo a museo nella città madrilena (Galleria dell'Alcazàr, Palazzo Reale, Accademia), fin quando nell'Ottocento, causa anche il cattivo stato di conservazione in cui versava e alcune ridipinture che ne hanno deteriorato la leggibilità originaria, cadde definitivamente nell'oblio, venendo confinata nei depositi del Prado senza trovare mai la giusta considerazione nello scenario museale.
Il dipinto fu riscoperto e rivalutato nella seconda metà del Novecento grazie anche a un lungo lavoro di pulitura, avvenuto intorno agli anni '70, che ha ripristinato in gran parte il livello qualitativo della pittura, portando una fetta della critica a ritenerlo anche superiore in alcuni passaggi alla tela napoletana (tra cui Federico Zeri, che riscontra i pregi nei particolari delle mani di Ippomene). Il dipinto madrileno, vista anche la certezza delle sue fonti storiche che lo interessano, fu quindi considerato da quel momento in poi come "capo fila" originale e autografo delle rappresentazioni di tale soggetto da parte del Reni. Come era solito fare per il pittore, infatti, secondo la critica anche per il mito di Atalanta sono state effettuate repliche dall'artista o dalla sua bottega mediante cartoni preparatori, e tra queste quella che più trova il consenso sarebbe proprio quella del Museo di Capodimonte a Napoli, la quale, considerate le notevoli qualità stilistiche rilevate in occasione delle indagini degli anni '70, viene ritenuta certamente autografa e non una replica di bottega né tanto meno una copia antica.
Studi datati 2022 tuttavia hanno evidenziato come alcune parti del dipinto spagnolo siano sostanzialmente delle aggiunte seicentesche successive agli anni di Guido Reni, che ne hanno ampliato le originali dimensioni di qualche centimetro sul margine inferiore e su quello sinistro (e forse anche su quello superiore). Inoltre alcune ridipinture effettuate nel corso del tempo hanno considerevolmente alterato gli originali pigmenti cromatici della tela, come nelle parti occupate dal cielo e dalle nubi, nonché qualche altro particolare dei corpi dei due protagonisti, in particolare lungo la linea di demarcazione delle due tele orizzontali unite in un unico panno.
L'intervento di restauro effettuato sulla tela nel 2022 ha portato l'opera a possedere una cornice che occupa lo spazio rappresentato proprio da queste aggiunte, riducendo quindi la tela all'idea originaria di Guido Reni, ossia alle dimensioni più simili alla versione napoletana.

### La versione di Napoli
La tela napoletana paga il prezzo di una provenienza ignota e poco documentata: viene infatti registrata per la prima volta soltanto nel 1802, quale acquisto eseguito dall'emissario Domenico Venuti che, per conto di Ferdinando IV di Borbone, fu incaricato di reperire nel mercato d'arte a Roma dipinti da destinare alle collezioni borboniche, nonché di ritrovare quelle opere che erano state trafugate dalle truppe francesi con l'avvento della Repubblica napoletana del 1799.
Le informazioni storiche precedenti l'Ottocento sono quindi frutto prettamente di documenti di provenienza archivistica, ma nulla si sa sui passaggi puntuali e sulla effettiva committenza della tela napoletana. Di certo si sa che il dipinto era già nella milanese (anch'essa, parimenti alla versione di Madrid) collezione Pertusati, ma non si sa se la famiglia sia stata o meno la reale committente, per poi passare dapprima alla raccolta romana Capperoni, dov'era registrato sempre come opera autografa del Reni, e quindi all'acquisto effettuato dal Venuti.
Ritenuta dalla critica antica databile tra il 1615 e il 1620, con la riscoperta della tela di Madrid la datazione di quella di Capodimonte è stata spostata più in avanti di qualche anno, quindi tra il 1620 e il 1625. Tuttavia questo assunto non trova unanime accordo nella critica: una parte degli studiosi ritiene infatti quella di Napoli antecedente, databile dal 1615 al 1618, appartenente ai primi anni romani del Reni, ciò anche grazie al livello qualitativo della pittura che non ha risentito di alcune criticità che invece hanno interessato la versione spagnola.

## Descrizione
(Cesare Garboli)

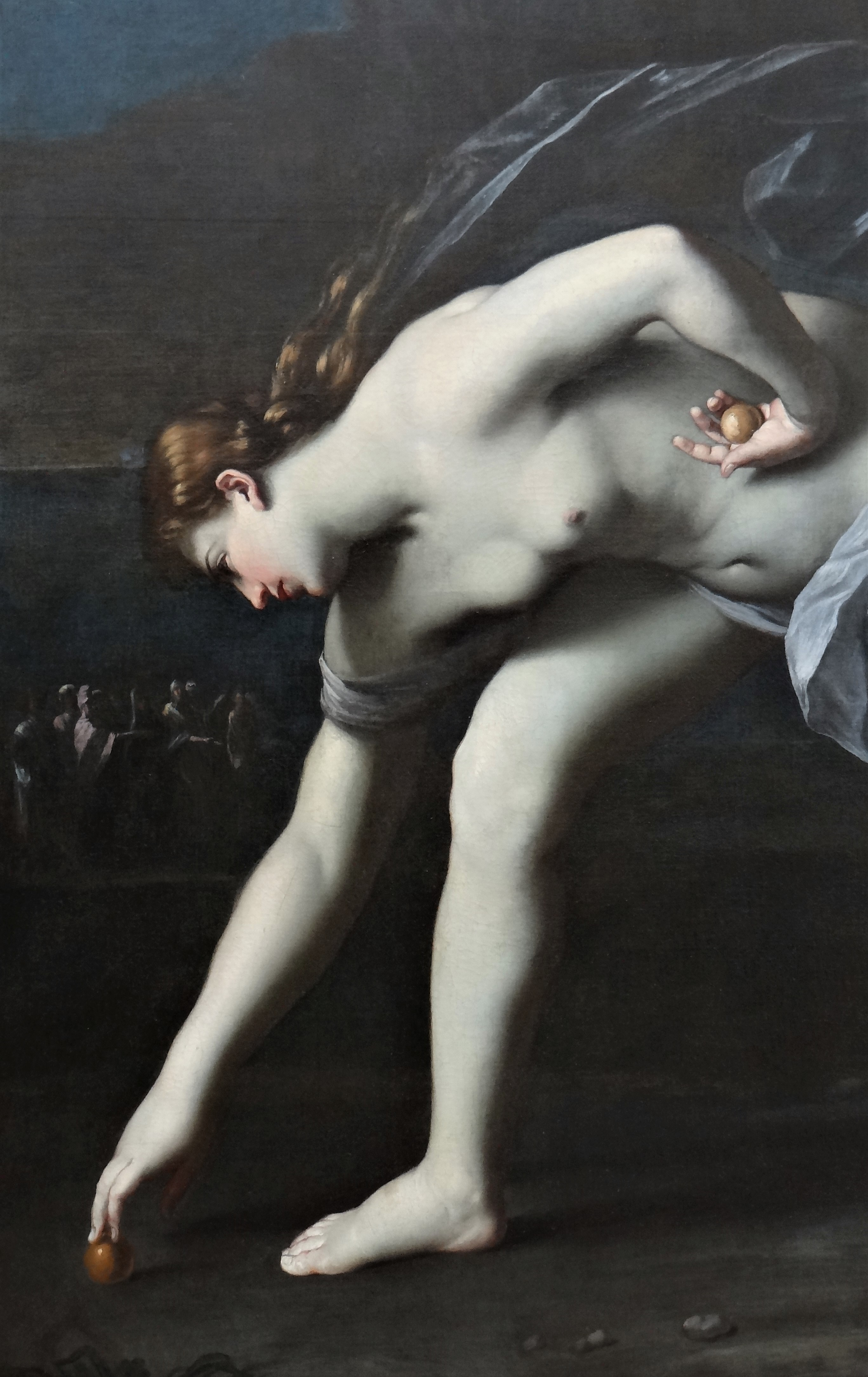
Dettaglio dell'Atalanta di Napoli

La tela (sia la versione a Madrid che a Napoli) rappresenta il mito di Atalanta, da Le Metamorfosi di Ovidio, ninfa la cui imbattibile capacità nella corsa fu sconfitta solo da Ippomene tramite uno stratagemma ordito da Afrodite. Atalanta è infatti una donna avversa al matrimonio, pronta a sposarsi solo con colui che l'avrebbe battuta in una gara di corsa. I suoi spasimanti che vengono di volta in volta sconfitti pagheranno la posta in gioco con la morte, così Ippomene, con l'aiuto di Afrodite, che gli ha fornito i pomi d'oro, durante la corsa getta gli stessi nel giardino delle Esperidi, allorché Atalanta una volta che si china per raccoglierli, viene così sorpassata perdendo la gara.
Guido Reni ritrae esattamente quest'ultimo momento culminante del mito, raffigurando le due figure in un paesaggio notturno, in cui i colori del cielo si uniscono idealmente alle tinte del terreno facendo risaltare prepotentemente i due personaggi. Atalanta e Ippomene hanno corpi dall'incarnato rosa pallido, ornati da pochi veli che ne coprono gli organi genitali; le loro figure sono tese in movimenti al limite della danza, con un solo piede d'appoggio e le braccia sinistre ripiegate verso il corpo, scelta che permette di creare una composizione geometrica particolare, simbolo della pittura classicista del tempo seppur già tesa al barocco.
La versione spagnola, seppur di qualche centimetro più grande di quella napoletana (8 cm circa di lunghezza), non è tuttavia un ingrandimento in scala di quest'ultima. Essa contiene sul margine destro due piccole figure in più (rispetto al dipinto napoletano) che decorano il paesaggio sullo sfondo, mentre i pezzi di tela postumi a Guido Reni inseriti sul lato inferiore e di sinistra sono invece applicati con molta probabilità per allungare il terreno e il paesaggio così da dare più profondità e centralità alle due figure in primo piano. Il dipinto spagnolo, giunto privo di cornice originale, si sviluppa inoltre su due distinte fasce di tela a taglio orizzontale cucite tra loro sulla linea che scorre dal naso e dalla bocca di Atalanta finanche le zone pubiche dei due protagonisti e quindi per tutta la lunghezza dei quadro. Questo "errore" di organizzazione della scena, secondo la critica sarebbe dunque stato corretto nella versione napoletana, proprio in quanto posteriore cronologicamente, dove i due diversi panni vedono invece la cucitura sopra la testa di Atalanta e che scorre lungo il busto di Ippomene e quindi fino alla fine della tela.
Un'altra versione ritenuta più scadente e non ritenuta autografa era anch'essa a Madrid, nel Museo del Prado, proveniente dalla collezione dell'allora direttore Josè Madrazo, che probabilmente confinò a suo tempo nei depositi l'altra attualmente nota del museo spagnolo proprio per sponsorizzare quella in suo possesso, poi venduta a Salamanca e ancora nel mercato di Parigi nel 1867. Alla Galleria degli Uffizi di Firenze è conservato un piccolo olio su rame, 23×23 cm, attribuito al Reni e databile sempre al terzo decennio del Seicento, che forse dà l'idea di quelli che dovevano essere i colori originali del cielo, fatti di un tono acceso e non scuro come invece appare oggi nella versione del Prado, i cui esiti secondo parte della critica derivano da un impoverimento cromatico dovuto a un'imperfezione del colore blu utilizzato dai pittori bolognesi del tempo, che si attenuerebbe dopo circa ottant'anni dalla loro stesura.
Un'altra versione di elevata qualità e delle medesime dimensioni delle versioni di Madrid e di Napoli è invece al vaglio degli studiosi, che valutano se può trattarsi di un'altra delle redazioni autografe del Reni di questo soggetto.